# Планерне (електродепо)
55°52′07″ пн. ш. 37°26′11″ сх. д. / 55.86861° пн. ш. 37.43639° сх. д.
Електродепо «Планерне» (ТЧ -6) — електродепо Московського метрополітену, що обслуговує Тагансько-Краснопресненську лінію.

## Рухомий склад
| Тип вагонів             | Роки      |
| ----------------------- | --------- |
| Еж, Еж1, Ем-508, Ем-509 | 1975—1977 |
| Еж3, Ем-508Т            | 1975—2020 |
| 81-717, 81-714          | 2012—2017 |
| 81-765/766/767 «Москва» | з 2018    |

У резерві пасажирського парку знаходяться три вагони типу Еж6, модернізовані в проміжні (№ 5581, 5583, 5584). У резерві знаходяться два поїзди (00 і 000).
У листопаді 2009 року у депо надійшли на утилізацію 8 вагонів з депо «Філі».
У червні 2012 року рухомий склад електродепо поповнився поїздами, що складаються з вагонів типу 81-717/714 (9163-9551-9540-7623-7337-7286-7258-9162), які передані з ТЧ-12 «Новогірєєво».
Через подовження лінії на південь, у липні 2013 року з ТЧ-8 «Варшавське» надійшли поїзди типу 81-717, 81-714.